# Gyrohypnus punctulatus
Gyrohypnus punctulatus är en skalbaggsart som först beskrevs av Gustaf von Paykull 1789.  Gyrohypnus punctulatus ingår i släktet Gyrohypnus, och familjen kortvingar. Arten är reproducerande i Sverige.